# Stephan James
Stephan James (Toronto, 16 december 1993) is een Canadees acteur.

## Biografie
Stephan James werd in 1993 geboren in Scarborough (Toronto). Zijn oudere broer is acteur Shamier Anderson. In 2009 studeerde hij af aan Jarvis Collegiate Institute.

## Carrière
Na zijn studies ging James aan de slag als acteur. Hij begon in de tv-industrie en speelde mee in series als Degrassi: The Next Generation (2010–2012) en My Babysitter's a Vampire (2011). In 2012 volgde met Home Again zijn filmdebuut. Hij kreeg voor zijn bijrol in de dramafilm meteen een nominatie voor de Canadian Screen Awards.
In 2014 vertolkte hij mensenrechtenactivist John Lewis in de biografische film Selma. Twee jaar later kroop hij voor de sportfilm Race in de huid van sprinter Jesse Owens. In 2017 werd hij gecast als hoofdrolspeler in If Beale Street Could Talk, Barry Jenkins' verfilming van James Baldwins gelijknamige roman.

## Filmografie
Film
- Home Again (2012)
- Perfect Sisters (2014)
- Pride of Lions (2014)
- When the Game Stands Tall (2014)
- Selma (2014)
- Lost After Dark (2015)
- Across the Line (2015)
- Race (2016)
- If Beale Street Could Talk (2018)

Televisie (selectie)
- Degrassi: The Next Generation (2010–2012)
- My Babysitter's a Vampire (2011)
- Clue (2011)
- The L.A. Complex (2012)
- Shots Fired (2017)
- Homecoming (2018)